# Just Dance 2020
Just Dance 2020 è l'undicesimo capitolo della serie principale Just Dance sviluppato da Ubisoft. È stato annunciato il 10 giugno 2019 all'Electronic Entertainment Expo 2019 a Los Angeles. Il titolo è disponibile dal 5 novembre 2019 per PlayStation 4, Xbox One, Wii, Nintendo Switch e Google Stadia.

## Tracce
Le tracce sono le seguenti:
| Titolo                                     | Artisti                                       | Difficoltà | Anno | Modalità  | Ballerino/i |
| ------------------------------------------ | --------------------------------------------- | ---------- | ---- | --------- | ----------- |
| 7 Rings                                    | Ariana Grande                                 | Medio      | 2019 | Trio      | ♀️/♀️/♀️    |
| 365                                        | Zedd & Katy Perry                             | Facile     | 2019 | Solo      | ♀️          |
| Always Look On The Bright Side Of Life (*) | The Frankie Bostello Orchestra (Monty Python) | Facile     | 1979 | Quartetto | ♂️/♀️/♂️/♂️ |
| Baby Shark                                 | Pinkfong                                      | Facile     | 2016 | Duetto    | ♀️/♂️       |
| Bad Boy                                    | Riton & Kah-Lo                                | Facile     | 2018 | Duetto    | ♀️/♀️       |
| Bad Guy                                    | Billie Eilish                                 | Facile     | 2019 | Solo      | ♀️          |
| Bangarang                                  | Skrillex ft. Sirah                            | Medio      | 2012 | Solo      | ♂️          |
| Bassa Sababa                               | Netta                                         | Facile     | 2019 | Solo      | ♀️          |
| Con altura                                 | Rosalía & J Balvin ft. El Guincho             | Medio      | 2019 | Solo      | ♀️          |
| Con calma                                  | Daddy Yankee                                  | Medio      | 2019 | Duetto    | ♂️/♂️       |
| Everybody (Backstreet's Back) (*)          | Millennium Alert (Backstreet Boys)            | Facile     | 1997 | Quartetto | ♂️/♂️/♂️/♂️ |
| Fancy                                      | Twice                                         | Medio      | 2019 | Trio      | ♀️/♀️/♀️    |
| Fancy Footwork                             | Chormeo                                       | Difficile  | 2007 | Solo      | ♂️          |
| Fit But You Know It                        | The Streets                                   | Facile     | 2004 | Solo      | ♂️          |
| Get Busy (C)                               | Koyotie                                       | Medio      | 2019 | Duetto    | ♀️/♀️       |
| God Is a Woman                             | Ariana Grande                                 | Facile     | 2018 | Solo      | ♀️          |
| High Hopes (AM)                            | Panic! at the Disco                           | Medio      | 2018 | Quartetto | ♂️/♀️/♂️/♀️ |
| I Am the Best                              | 2NE1                                          | Difficile  | 2011 | Trio      | ♀️/♀️/♀️    |
| I Don't Care                               | Ed Sheeran ft. Justin Bieber                  | Facile     | 2019 | Solo      | ♂️          |
| I Like It                                  | Cardi B, Bad Bunny & J Balvin                 | Medio      | 2018 | Trio      | ♂️/♀️/♂️    |
| Infernal Galop (Can-Can) (*)               | The Just Dance Orchestra (Jacques Offenbach)  | Medio      | 1858 | Duetto    | ♀️/♀️       |
| Just an Illusion                           | Equinox Stars (Imagination)                   | Medio      | 1982 | Duetto    | ♂️/♂️       |
| Keep in Touch                              | JD McCrary                                    | Medio      | 2019 | Solo      | ♂️          |
| Kill This Love                             | Blackpink                                     | Difficile  | 2019 | Quartetto | ♀️/♀️/♀️/♀️ |
| Le Bal Masque (*)                          | Dr. Creole (La Compagnie Creole)              | Facile     | 1984 | Quartetto | ♂️/♀️/♂️/♀️ |
| Ma Itū                                     | Stella Mwangi                                 | Difficile  | 2019 | Solo      | ♀️          |
| My New Swag                                | VAVA ft. Ty. & Nina Wang                      | Difficile  | 2017 | Solo      | ♀️          |
| Old Town Road (Remix)                      | Lil Nas X ft. Billy Ray Cyrus                 | Facile     | 2018 | Solo      | ♂️          |
| Policeman                                  | Eva Simons ft. Konshens                       | Medio      | 2015 | Trio      | ♂️/♀️/♂️    |
| Rain Over Me                               | Pitbull ft. Marc Anthony                      | Facile     | 2011 | Solo      | ♀️          |
| Skibidi                                    | Little Big                                    | Facile     | 2018 | Duetto    | ♂️/♀️       |
| Só depois do carnaval                      | Lexa                                          | Medio      | 2019 | Solo      | ♀️          |
| Soy yo                                     | Bomba Estéreo                                 | Medio      | 2015 | Solo      | ♀️          |
| Stop Movin'                                | Royal Republic                                | Medio      | 2019 | Trio      | ♂️/♀️/♂️    |
| Sushi                                      | Merk & Kremont                                | Facile     | 2019 | Solo      | ♂️          |
| Taki Taki                                  | DJ Snake ft. Selena Gomez & Ozuna & Will.i.am | Medio      | 2018 | Solo      | ♀️          |
| Talk                                       | Khalid                                        | Facile     | 2019 | Solo      | ♂️          |
| Tel Aviv                                   | Omer Adam ft. Arisa                           | Medio      | 2013 | Trio      | ♂️/♂️/♂️    |
| The Time (Dirty Bit)                       | Black Eyed Peas                               | Medio      | 2010 | Quartetto | ♂️/♀️/♂️/♀️ |
| Ugly Beauty                                | Jolin Tsai                                    | Facile     | 2018 | Trio      | ♀️/♀️/♀️    |
| Vodovorot                                  | XS Project                                    | Difficile  | 2015 | Solo      | ♂️          |

- Un "(*)" indica che la canzone è una cover.
- Un "(C)" indica che la canzone è sbloccabile tramite codice.
- Un "(AM)" indica che la canzone è sbloccabile tramite ALL STAR MODE.

## Versioni alternative
Sono disponibili le versioni alternative di 12 canzoni. 
| Titolo                | Artisti                                       | Difficoltà | Anno | Modalità                      | Ballerino/i |
| --------------------- | --------------------------------------------- | ---------- | ---- | ----------------------------- | ----------- |
| 7 Rings               | Ariana Grande                                 | Estremo    | 2019 | Solo (Versione Estrema)       | ♀️          |
| Bad Guy               | Billie Eilish                                 | Estremo    | 2019 | Solo (Versione Estrema)       | ♀️          |
| Bangarang             | Skrillex ft. Sirah                            | Estremo    | 2012 | Solo (Versione Estrema)       | ♂️          |
| God Is a Woman        | Ariana Grande                                 | Medio      | 2018 | Solo (Versione Seduta)        | ♀️          |
| I Am the Best         | 2NE1                                          | Estremo    | 2011 | Solo (Versione Estrema)       | ♀️          |
| Kill This Love        | BLACKPINK                                     | Estremo    | 2019 | Solo (Versione Estrema)       | ♀️          |
| Old Town Road (Remix) | Lil Nas X ft. Billy Ray Cyrus                 | Facile     | 2018 | Trio (Versione Line Dance)    | ♂️/♀️/♂️    |
| Rain Over Me          | Pitbull ft. Marc Anthony                      | Estremo    | 2011 | Solo (Versione Estrema)       | ♂️          |
| Soy yo                | Bomba Estéreo                                 | Medio      | 2015 | Duetto (Versione Serpente)    | ♂️/♀️       |
| Sushi                 | Merk & Kremont                                | Estremo    | 2019 | Solo (Versione Estrema)       | ♀️          |
| Taki Taki             | DJ Snake ft. Selena Gomez & Ozuna & Will.i.am | Facile     | 2018 | Duetto (Versione Cavernicoli) | ♂️/♂️       |
| Talk                  | Khalid                                        | Estremo    | 2019 | Solo (Versione Estrema)       | ♀️          |
| The Time (Dirty Bit)  | Black Eyed Peas                               | Estremo    | 2010 | Solo (Versione Estrema)       | ♀️          |

## Kids Mode
7 nuove canzoni sono disponibili in questa modalità.
| Titolo                                                       | Artisti                                               | Anno | Modalità  | Ballerino/i |
| ------------------------------------------------------------ | ----------------------------------------------------- | ---- | --------- | ----------- |
| Amazing Girl (2018) (JDU)                                    | Girly Team                                            | 2017 | Solo      | ♀           |
| Balkan Blast Remix (2016) (JDU)                              | Angry Birds                                           | 2015 | Quartetto | ♂/♂/♂/♂     |
| Beep Beep I'm A Sheep (2018) (JDU)                           | LilDeuceDeuce ft. BlackGryph0n & Tomska               | 2017 | Solo      | ♂           |
| Blue (Da Ba Dee) (*) (2018) (JDU)                            | Hit the Electro Beat (Eiffel 65)                      | 1999 | Solo      | ♂           |
| Boogiesaurus (2019) (JDU)                                    | A. Caveman & The Backseats                            | 2018 | Solo      | ♂           |
| Cosmic Party (2019) (JDU)                                    | Equinox Stars                                         | 2018 | Solo      | ♀           |
| Freeze Please                                                | The Just Dance School                                 | 2016 | Duetto    | ♂/♂         |
| Friendly Phantom (2019) (JDU)                                | Halloween Thrills                                     | 2018 | Duetto    | ♂/♂         |
| Funky Robot (2018) (JDU)                                     | Dancing Bros.                                         | 2017 | Solo      | ♂           |
| Ghostbusters (2014) (JDU)                                    | Ray Parker Jr.                                        | 1984 | Quartetto | ♂/♂/♂/♂     |
| Happy Birthday (*)                                           | Top Culture (Patti Hill, Mildred J. Hill)             | 1893 | Solo      | ♂           |
| Happy Farm (2018) (JDU)                                      | Groove Century                                        | 2017 | Solo      | ♂           |
| How Far I'll Go (*) (2018) (JDU)                             | Disney's Moana (Auli'i Cravalho)                      | 2016 | Solo      | ♀           |
| I Gotta Feeling (Alternativa) (2016) (JDU)                   | Black Eyed Peas                                       | 2009 | Duetto    | ♂/♀         |
| Irish Meadow Dance (Kids Version) (2019) (JDU)               | O' Callaghan's Orchestra                              | 2015 | Duetto    | ♂/♀         |
| Jingle Bells (*) (2019) (JDU)                                | Santa Clones (James Lord Pierpont)                    | 1857 | Duetto    | ♀/♂         |
| Jungle Dances                                                | The Sunlight Shakers                                  | 2019 | Solo      | ♀           |
| Kitchen Kittens                                              | Dancing Bros.                                         | 2019 | Solo      | ♂           |
| Let It Go (*) (2015) (JDU)                                   | Disney's Frozen (Idina Menzel)                        | 2013 | Duetto    | ♀/♀         |
| Magic Halloween (2018) (JDU)                                 | Halloween Thrills                                     | 2017 | Duetto    | ♂/♀         |
| Magical Morning                                              | The Just Dance Orchestra                              | 2019 | Solo      | ♂           |
| Mini Yo School                                               | Dancing Bros.                                         | 2019 | Duetto    | ♂/♂         |
| My Friend the Dragon                                         | Dancing Bros.                                         | 2019 | Duetto    | ♂/♂         |
| Prince Alì (*) (2014) (JDU)                                  | Disney's Aladdin (Robin Williams)                     | 1992 | Quartetto | ♂/♀/♂/♂     |
| Shinobi Cat (2019) (JDU)                                     | Glorious Black Belts                                  | 2018 | Solo      | ♂           |
| The Frog Concert                                             | Groove Century                                        | 2019 | Solo      | ♀           |
| Un Poco Loco (*) (2019) (JDU)                                | Disney•Pixar's Coco (García Bernal, Anthony Gonzalez) | 2017 | Solo      | ♂           |
| Waka Waka (This Time for Africa) (Kids Version) (2018) (JDU) | Shakira ft. Freshlyground                             | 2010 | Solo      | ♀           |
| Watch Me (Whip/Nae Nae) (2017) (JDU)                         | Silentó                                               | 2015 | Quartetto | ♂/♂/♂/♀     |
| Water Me (2019) (JDU)                                        | Lizzo                                                 | 2017 | Solo      | ♂           |

- Un "(*)" indica che la canzone è una cover.
- Un "(2014)" indica che la canzone è presente su Just Dance 2014.
- Un "(2015)" indica che la canzone è presente su Just Dance 2015.
- Un "(2016)" indica che la canzone è presente su Just Dance 2016.
- Un "(2017)" indica che la canzone è presente su Just Dance 2017.
- Un "(2018)" indica che la canzone è presente su Just Dance 2018.
- Un "(2019)" indica che la canzone è presente su Just Dance 2019.
- Un "(JDU)" indica che la canzone è giocabile solo su Just Dance Unlimited.

## Just Dance Unlimited
Accesso a più di 500 brani dai precedenti capitoli Just Dance assieme ad alcune esclusive che verranno aggiunte nel tempo. Ogni copia del gioco ha una prova di 1 mese gratuita.
| Titolo                  | Artisti                                     | Difficoltà | Anno | Modalità | Ballerino/i | Data di uscita                                        |
| ----------------------- | ------------------------------------------- | ---------- | ---- | -------- | ----------- | ----------------------------------------------------- |
| 10.000 luchtballonnen   | K3                                          | Facile     | 2015 | Trio     | ♀️/♀️/♀️    | 5 novembre 2019 (Benelux) 23 dicembre 2019 (Mondiale) |
| 1999                    | Charli XCX feat. Troye Sivan                | Medio      | 2018 | Duo      | ♀️/♂️       | 30 gennaio 2020                                       |
| Boys (Alternativa)      | Lizzo                                       | Difficile  | 2019 | Solo     | ♂️          | 28 maggio 2020                                        |
| Crayon                  | G-Dragon                                    | Medio      | 2012 | Solo     | ♂️          | 6 agosto 2020                                         |
| Djadja                  | Aya Nakamura                                | Facile     | 2018 | Solo     | ♀️          | 5 novembre 2019 (Francia) 5 dicembre 2019 (Mondiale)  |
| Don't Call Me Up        | Mabel                                       | Medio      | 2019 | Solo     | ♀️          | 23 gennaio 2020                                       |
| EZ Do Dance (WU-JP)     | TRF                                         | Medio      | 1993 | Duetto   | ♂️/♀️       | 20 maggio 2020 (Giappone)                             |
| Hype                    | Dizzee Rascal & Calvin Harris               | Difficile  | 2016 | Solo     | ♂️          | 23 luglio 2020                                        |
| Into the Unknown (*)    | Disney's Frozen 2 (Idina Menzel ft. Aurora) | Facile     | 2019 | Solo     | ♀️          | 22 novembre 2019                                      |
| La respuesta            | Becky G & Maluma                            | Facile     | 2019 | Duetto   | ♀️/♂️       | 30 luglio 2020                                        |
| New World (Alternativa) | Krewella, Yellow Claw ft. Vava              | Estremo    | 2017 | Solo     | ♂️          | 9 luglio 2020                                         |
| Panini                  | Lil Nas X                                   | Medio      | 2019 | Solo     | ♂️          | 9 dicembre 2019                                       |
| Spinning                | Monatyk                                     | Medio      | 2016 | Duetto   | ♀️/♂️       | 5 novembre 2019 (Russia) 23 dicembre 2019 (Mondiale)  |
| Sucker                  | Jonas Brothers                              | Facile     | 2019 | Duetto   | ♀️/♂️       | 16 gennaio 2020                                       |
| White Noise             | Disclosure ft. AlunaGeorge                  | Medio      | 2013 | Solo     | ♂️          | 13 agosto 2020                                        |
| Woman like Me           | Little Mix feat. Nicki Minaj                | Facile     | 2018 | Trio     | ♀️/♀️/♀️    | 14 maggio 2020                                        |
| X                       | Nicky Jam & J Balvin                        | Medio      | 2018 | Duetto   | ♂️/♂️       | 20 maggio 2020                                        |

- Un "(*)" indica che la canzone è una cover.
- Un "(WU-JP)" indica che la canzone è presente nella tracklist ufficiale delle copie di Just Dance Wii U.